# Pusztakovácsi

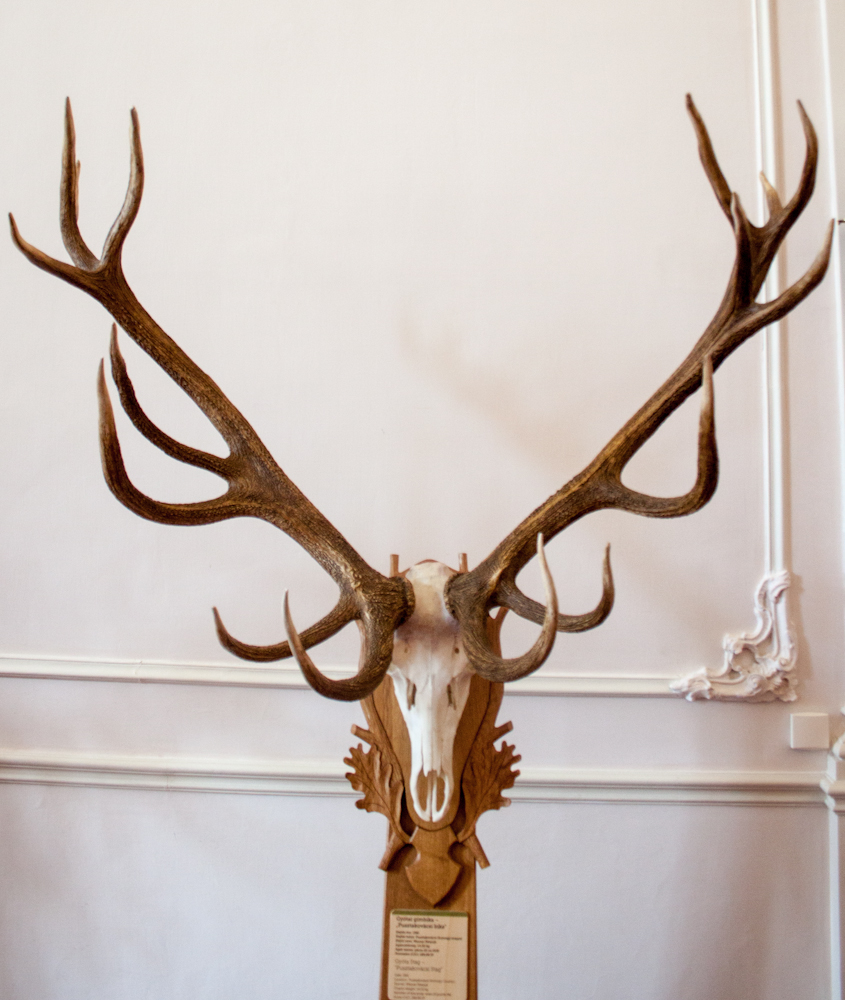
Az öt évig világrekorder Gyótai gímbika v. Pusztakovácsi bika (1981) trófea a hatvani Széchenyi Zsigmond Vadászati Múzeumban

Pusztakovácsi község Somogy vármegyében, a Marcali járásban.

## Fekvése
Az észak-déli irányban több kilométer hosszan elnyúló, egyutcás település a 6703-as út mentén fekszik; közigazgatási területén kelet-nyugati irányban, a központtól északra áthalad az Öreglak-Marcali közti 6704-es út is, a központtól délre eső Kürtöspuszta településrésze pedig az Osztopán-Somogyfajsz közti 6712-es úton érhető el.

## Története
A településről csak a török hódoltság utánról maradtak fenn adatok. Neve egy 1703 előtti összeírásban puszta és Kovácsy alakban fordult elő, a Koroknay család birtokaként.
1726-ban Sárközy János, 1733-ban ismét a Koroknay család birtoka volt. 1767-ben már jobbágyfalu volt. Ekkor több birtokosa is volt, így Farkas Sándor, Thulmon Pál, Árvay László, Kovács József, Vörös Antal és Ányos Ignác, 1835-ben pedig Bogyay László és Péter, majd Barcza Ödön és Vörös Sándor, később a 20. század elejének adatai szerint is több birtokos osztozott rajta, így többek között Barcza Ödön, Juhász Kálmán, Vörös Lajos, Márffy József, Jankovics-Bésán Gyula, Kund Gusztáv, báró Pongrác Matild, Jeszenszky Béla és özvegy Regdon Lajosné volt itt a nagyobb birtokos.
A községhez az 1910-es adatok szerint ekkor a következő lakott helyek tartoztak még: Alsó-, Közép- és Felsőkölked, Kis- és Nagykürtös, Béla-major, Kacskovics-, Prósza- és Regdon-puszták.
A községnek a 20. században világhírűvé vált vadászterületén világrekord trófeát is ejtettek. Itt működik a Gyótai Vadásztársaság.

## Kölked-puszta
A középkorban falu volt, amely eredetileg a somogyi vár tartozéka és királyi várbirtok volt. 1274-ben IV. László király kivette a somogyi vár tartozandósága alól és János fia Trepknek adományozta.
Neve az 1332-1337. évi pápai tizedjegyzékben is szerepelt, tehát ekkor már egyházas hely volt. 1484-ben Kölked és Tormáskölked helységek Lak (Öreglak) tartozékai között szerepeltek. 1475-ben pedig az oklevelek Szentandráskölked nevű faluról emlékeznek meg; és ekkor Szent András tiszteletére szentelt temploma is említve volt. A hódoltság alatt elpusztult. Egy 1703. évi összeírásban már puszta és Nagykölked néven fordult elő, a Koroknay család birtokaként. 1726-ban Sárközy Jánosé volt. 1733-ban Kiskölked Jankovics Istváné, Nagykölked a Koroknay családé. 1773-ban Kiskölked még szerepelt az írásokban, de Nagykölked neve már nem fordult elő.

## Közélete

### Polgármesterei
- 1990–1994: Csöndör József (MDF)[3]
- 1994–1998: Csöndör József (független)[4]
- 1998–2002: Csöndör József (független)[5]
- 2002–2006: Csöndör József (független)[6]
- 2006–2010: Kresztyankó András Sándor (független)[7]
- 2010–2014: Kresztyankó András Sándor (független)[8]
- 2014–2019: Kresztyankó András Sándor (független)[9]
- 2019–2024: Kresztyankó András Sándor (független)[10]
- 2024– : Kresztyankó András Sándor (független)[1]

## Népesség
A település népességének változása:
| Lakosok száma | 868  | 850  | 835  | 815  | 782  | 787  | 792  |
|               | 2013 | 2014 | 2015 | 2021 | 2022 | 2023 | 2024 |

A 2011-es népszámlálás során a lakosok 90,3%-a magyarnak, 3,4% cigánynak, 0,7% németnek, 0,2% szlovénnek mondta magát (8,7% nem nyilatkozott; a kettős identitások miatt a végösszeg nagyobb lehet 100%-nál). A vallási megoszlás a következő volt: római katolikus 77,8%, református 0,5%, evangélikus 0,2%, felekezet nélküli 8,1% (12,6% nem nyilatkozott).
2022-ben a lakosság 89%-a vallotta magát magyarnak, 7,3% cigánynak, 3,7% németnek, 0,1% szlovénnek, 1% egyéb, nem hazai nemzetiségűnek (8,2% nem nyilatkozott; a kettős identitások miatt a végösszeg nagyobb lehet 100%-nál). Vallásuk szerint 37,3% volt római katolikus, 1% református, 0,3% evangélikus, 0,3% görög katolikus, 0,8% egyéb keresztény, 0,3% egyéb katolikus, 8,8% felekezeten kívüli (51,36% nem válaszolt).

## Nevezetességei
- Bogyay-kastély
- Maár-kastély
- Márffy-kúria

## Külső hivatkozások
- Pusztakovácsi az utazom.com honlapján
- Vendégváró – Pusztakovácsi